# Baía de Amur

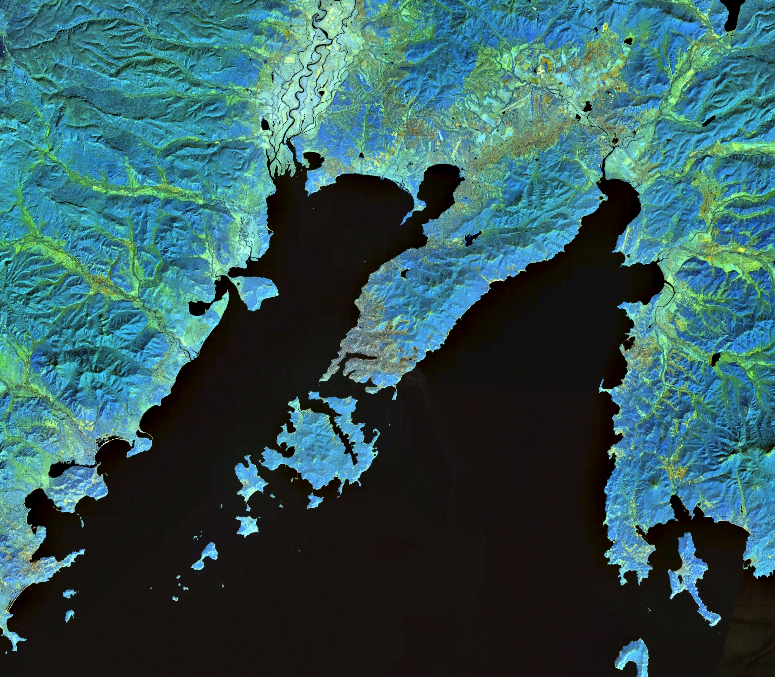
Vista da península de Muravyov-Amursky, com a baía de Amur a oeste e a baía de Ussuri a leste

A baía de Amur (russo:Амурский залив) é a parte oeste do Golfo de Pedro, O Grande, no krai do Litoral, na parte oriental da Rússia. Ela possui 65 km de comprimento, uma largura aproximada de 10–20 km e profundidade de 20 m.
A cidade de Vladivostok é situada na parte leste da baía. Outras cidades que ficam localizadas são Trudovoe e Uglovoe.